# U Aquilae
U Aquilae (U Aql) es una estrella variable en la constelación del Águila.
Se encuentra a 575 pársecs (1875 años luz) del sistema solar.
U Aquilae es una variable cefeida cuyo brillo oscila entre magnitud aparente +6,08 y +6,86 a lo largo de un período de 7,0239 días.
Las variables cefeidas —entre las que cabe destacar a η Aquilae y FF Aquilae— son estrellas pulsantes cuya luminosidad varía rítmicamente con un período muy regular.
Sin embargo, en el caso de U Aquilae, se ha detectado que dicho período se incrementa con el tiempo a razón de 4,29 segundos por año.
Brilla con una luminosidad bolométrica media 667 superior a la del Sol.
De tipo espectral F7-G1I-II, la temperatura efectiva de U Aquilae está comprendida entre 5440 y 6305 K.
Tiene un radio 51,3 veces más grande que el radio solar y la diferencia entre su radio máximo y su radio mínimo es de 6 radios solares.
Posee una masa estimada 5,9 veces mayor que la del Sol pero pierde masa estelar a un ritmo aproximado de 1,3 × 10-10 masas solares por año. 
Presenta un contenido metálico superior al solar, siendo su índice de metalicidad [Fe/H] = +0,17.
U Aquilae es una binaria espectroscópica con un período orbital de 1856 días. 
La acompañante, sin embargo, no ha podido ser resuelta mediante interferometría de moteado.
Completa el sistema una tercera estrella, visualmente separada de U Aquilae 1,6 segundos de arco. Es 6,4 magnitudes más tenue que ella.